# ABBA (álbum)
ABBA es el nombre del tercer álbum de estudio del grupo del mismo nombre, lanzado en abril de 1975. Tres de los sencillos publicados del álbum le regresaron al grupo el éxito obtenido con su canción "Waterloo", alcanzando la cima de las listas británicas y australianas.

## Grabación del álbum
El álbum fue grabado entre agosto de 1974 y marzo de 1975, después de que ABBA hiciera su trabajo de promoción de su álbum y sencillo "Waterloo". Aparte, en noviembre y enero saldrían a un tour por Europa y Escandinavia.
La primera sesión de grabación comenzó el 22 de agosto de 1974, con la grabación de tres canciones. La primera de ellas fue "So Long", que también sería elegida como primer sencillo del álbum, con un resultado desalentador. Otra de ellas fue Turn Me On que con la letra de Stig se convirtió en "S.O.S.", también lanzada como sencillo del álbum, se convirtió en el segundo éxito mundial del grupo. Finalmente, "Man In The Middle" fue usada como lado B de "S.O.S."
El 14 de septiembre el grupo regresó a trabajar al estudio, completando el tema "Hey, Hey Helen". Al día siguiente se elaboraron dos canciones más: "I've Been Waiting For You" que terminaría siendo el lado B de "So Long"; y "Ricky Rock'n Roller", que permaneció sin ser publicada hasta 1994 en el ABBA Undeleted. El 16 de septiembre se comenzó el trabajo en "Stop And Listen To Your Heart", que quedó sólo como un demo, al igual que lo hicieron con "Terra del Fuego", que fue lanzada también hasta 1994.
Esta tendencia a dejar canciones inconclusas siguió en octubre, siendo "Rock Me" la única canción terminada en esa sesión de grabación. Mientras las pistas de "A Crazy World" y "Honeysuckle Rose" fueron grabadas, esta última sería terminada en diciembre, con el nombre de "Intermezzo No. 1".
El trabajo en el álbum se suspendió hasta febrero, con la excepción de la terminación de "Stop And Listen To Your Heart", que ahora había adquirido el nombre de "Bang-A-Boomerang", realizada en enero de 1975. Más tarde, el 21 de febrero de ese mismo año, "Tropical Loveland" y "I Do, I Do, I Do, I Do, I Do" fueron grabadas, y finalmente el 12 de marzo se termina la última canción para el álbum, "Mamma Mia", que se convirtió en el sencillo de mayor éxito del álbum.
Después de esto, ABBA pasó gran parte del verano de 1975 de viaje por Suecia. A principios de mayo, grabaron otra pista que sería incluida como tema extra del álbum. "Medley: Pick A Bale Of Cotton/On Top Of Old Smokey/Midnight Special" fue hecha para un álbum caritativo alemán y más tarde fue lanzada como lado B de "Summer Night City". Actualmente es la única canción que el grupo grabó que no fue compuesta por ninguno de ellos.
Sin embargo, las historia del álbum no termina aquí. En el verano de 1976, el demo de 1974, "A Crazy World", fue finalmente arreglado para incluirse como lado B del sencillo "Honey honey", bajo el título de "Crazy World". Más adelante sería incluido como tema extra en el álbum.

## Lanzamientos
ABBA fue lanzado por primera vez el 21 de abril de 1975, en Suecia, bajo el sello de Polar Music. No obstante, en otros territorios como Estados Unidos y Australia, el álbum salió a la venta hasta septiembre de 1975; mientras en el Reino Unido no fue sino hasta enero de 1976. En 1986 fue el segundo álbum de estudio del grupo en ser relanzado en CD.

### Variaciones
| País            | Año  | Formato | N.º de Catálogo       | Comentarios              |
| --------------- | ---- | ------- | --------------------- | ------------------------ |
| Suecia          | 1975 | LP      | Polar POLS 262        | Versión original         |
| Estados Unidos  | 1975 | LP      | Opus - 9116 0518      |                          |
| Unión Soviética | 1976 | LP      | Melodia - C60 08353   | Diferente portada        |
| Países Bajos    | 1986 | CD      | Polydor - 831 596-2   | Primer lanzamiento en CD |
| Suecia          | 1997 | CD      | Polydor - 533 983-2   | Primera masterización    |
| Suecia          | 2001 | CD      | Polar - 549 952-2     | Segunda masterización    |
| Suecia          | 2005 | CD      | Polar - 0602498723142 | Tercera masterización    |

## Lista de temas

### LP original (1975)
| Lado A |                     |                                               |          |  |
| N.º    | Título              | Escritor(es)                                  | Duración |  |
| 1.     | «Mamma Mia»         | Stig Anderson, Benny Andersson, Björn Ulvaeus | 3:32     |  |
| 2.     | «Hey, Hey, Helen»   | Benny Andersson, Björn Ulvaeus                | 3:17     |  |
| 3.     | «Tropical Loveland» | Stig Anderson, Benny Andersson, Björn Ulvaeus | 3:06     |  |
| 4.     | «S.O.S.»            | Stig Anderson, Benny Andersson, Björn Ulvaeus | 3:23     |  |
| 5.     | «Man In The Middle» | Benny Andersson, Björn Ulvaeus                | 3:03     |  |
| 6.     | «Bang-A-Boomerang»  | Stig Anderson, Benny Andersson, Björn Ulvaeus | 3:04     |  |

| Lado B |                                |                                               |          |  |
| N.º    | Título                         | Escritor(es)                                  | Duración |  |
| 7.     | «I Do, I Do, I Do, I Do, I Do» | Stig Anderson, Benny Andersson, Björn Ulvaeus | 3:17     |  |
| 8.     | «Rock Me»                      | Benny Andersson, Björn Ulvaeus                | 3:06     |  |
| 9.     | «Intermezzo n.º 1»             | Benny Andersson, Björn Ulvaeus                | 3:48     |  |
| 10.    | «I've Been Waiting For You»    | Stig Anderson, Benny Andersson, Björn Ulvaeus | 3:41     |  |
| 11.    | «So Long»                      | Benny Andersson, Björn Ulvaeus                | 3:06     |  |
| 36:17  |                                |                                               |          |  |

### Bonus tracks
| Edición de 1997 |                                                 |                                                                       |          |  |
| N.º             | Título                                          | Escritor(es)                                                          | Duración |  |
| 12.             | «Waterloo» (Del álbum Waterloo)                 | Stig Anderson, Benny Andersson, Björn Ulvaeus                         | 2:44     |  |
| 13.             | «Hasta mañana» (Del álbum Waterloo)             | Stig Anderson, Benny Andersson, Björn Ulvaeus                         | 3:09     |  |
| 14.             | «Honey, Honey» (Del álbum Waterloo)             | Stig Anderson, Benny Andersson, Björn Ulvaeus                         | 2:55     |  |
| 15.             | «Ring-Ring» (Del álbum Ring Ring)               | Stig Anderson, Benny Andersson, Björn Ulvaeus, Neil Sedaka, Phil Cody | 3:06     |  |
| 16.             | «Nina, Pretty Ballerina» (Del álbum Ring Ring)  | Benny Andersson, Björn Ulvaeus                                        | 2:53     |  |
| 17.             | «Crazy World» (Lado B de "Money, Money, Money") | Benny Andersson, Björn Ulvaeus                                        | 3:46     |  |
| 18.             | «Folk Medley» (Lado B de "Summer Night City")   | Tradicional                                                           | 4:21     |  |
| 59:11           |                                                 |                                                                       |          |  |

| Edición de 2001 | |                                |          |  |
| N.º             | Título                                                                                                | Escritor(es)                   | Duración |  |
| 12.             | «Crazy World» (Lado B de "Money, Money, Money")                                                       | Benny Andersson, Björn Ulvaeus | 3:46     |  |
| 13.             | «Medley: Pick A Bale Of Cotton/On Top Of Old Smokey/Midnight Special» (Lado B de "Summer Night City") | Tradicional                    | 4:21     |  |
| 44:24           | |                                |          |  |

| Edición de 2005 de The Complete Studio Recordings y Aparece en Reedición del Mismo en 2012 Con DVD | |                                                                |          |  |
| N.º                                                                                                | Título | Escritor(es)                                                   | Duración |  |
| 12.                                                                                                | «Crazy World» (Lado B de "Money, Money, Money")                                                           | Benny Andersson, Björn Ulvaeus                                 | 3:46     |  |
| 13.                                                                                                | «Medley: Pick A Bale Of Cotton - On Top Of Old Smokey - Midnight Special» (Lado B de "Summer Night City") | Tradicional                                                    | 4:21     |  |
| 14.                                                                                                | «Mamma Mia» (Versión en español)                                                                          | Benny Andersson, Björn Ulvaeus, Budy McCluskey, Mary McCluskey | 3:34     |  |
| 47:58                                                                                              | |                                                                |          |  |

## Recepción

### Listas de popularidad
ABBA se convirtió en el primer disco del grupo que alcanzó el número uno en un país no europeo (Australia), y el primero en entrar al Top 20 en el Reino Unido. Sin embargo, el álbum no tuvo un buen impacto en Estados Unidos, donde sólo permaneció tres semanas en las listas, alcanzando sólo el lugar #174.
| Lista                                     | Posición |
| ----------------------------------------- | -------- |
| Australia Top 50 ARIA Álbum Chart         | 1        |
| Suecia Álbum/Singles Chart                | 1        |
| Noruega Top 25 VG Álbum Chart             | 1        |
| México Lista de Álbumes Internacionales   | 1        |
| Bélgica Top 50 Álbum Chart                | 2        |
| Holanda Top 50 Álbum Chart                | 3        |
| Nueva Zelanda RIANZ Top 30 Álbum Chart    | 3        |
| Finlandia Top 40 YLE Álbum Chart          | 6        |
| Italia Hit Parade Chart                   | 8        |
| UK Album Chart                            | 13       |
| Alemania Top 50 Media Control Álbum Chart | 31       |
| Canadá RPM Weekly Chart                   | 55       |
| E.U. Top 200 Cashbox Álbum Chart          | 165      |
| E.U. Billboard 200                        | 174      |

### Ventas y certificaciones
ABBA recibió cinco certificaciones de oro por sus ventas en Canadá, Hong Kong, Finlandia, Gran Bretaña y Australia, donde recibió once veces el galardón. Con sólo cifras de certificaciones, ABBA ha vendido más de 625 000 copias, desde su lanzamiento hasta el 2014 el álbum ha vendido un poco más de 3 500 000 de copias vendidas a nivel mundial. 
| País/Organización | Certificación | Ventas  |
| ----------------- | ------------- | ------- |
| ARIA              | Oro X 11      | 385 000 |
| BPI               | Oro           | 165 000 |
| CRIA              | Oro           | 50 000  |
| IFPI              | Oro           | 25 358  |
| IFPI              | Oro           | 10 000  |

### Críticas
ABBA recibió mejores críticas que los otros dos álbumes de estudio del grupo, inclusive sorprendiendo a algunos críticos. Ejemplo de esto fue George Starostin, quien escribió "El gran despegue. Increíble, pero lo han logrado", con una calificación de ocho estrellas de diez y clasificándolo como "Sólo muy bueno". No obstante, varios críticos hicieron notar que eran sólo un par de canciones las que hacían al álbum sonar bien, como la crítica de Elisabeth Vicentelli, quien en el sitio web Amazon.com escribe ""S.O.S.", una de las mejores canciones de pop jamás escritas. El resto del álbum no puede alcanzar el mismo peso, pero es fuerte a pesar de todo." Se dice que a John Lennon le gustaba mucho "S.O.S."..
Otros críticos también resaltaron el hecho de que el grupo siguiera mezclando diversos géneros y diversos estilos, como el crítico británico Adrian Denning quien hace notar que "en la mayor parte del álbum, ABBA produce una mezcla de diversos estilos, todos rematados con esas armonías vocales", y le da siete estrellas de diez. De igual forma, William Ruhlmann de Allmusic escribe "ABBA [el álbum] fue una síntesis de estilos de rock y pop, sorpresivamente efectiva", y le da cuatro estrellas de cinco. Sin duda los críticos dejaron en claro al grupo que se hallaban en buen camino, tenían cosas por corregir, pero que su música había ya evolucionado a una mejor calidad.

## Producción
- Productores: Benny Andersson, Björn Ulvaeus
- Ingeniero: Michael B. Tretow
- Fotografía: Ola Lager
- Diseño original del álbum: Sten-Åke Magnusson